# Jakob Wais
Jakob Wais (* 26. Januar 1989) ist ein deutscher Journalist und Medienmanager. Er ist Chief Content Officer der Premium-Gruppe, zu der neben Welt auch Business Insider Deutschland und Politico Deutschland gehören.

## Leben
Von 2011 bis 2012 studierte Wais zwei Semester Regionalwissenschaften Asien/Afrika an der Humboldt-Universität zu Berlin. In dieser Zeit veröffentliche er auch erste Artikel in verschiedenen Berliner Zeitungen.
2011 machte Wais ein Praktikum bei Bild und absolvierte von 2012 bis 2014 die Axel Springer Akademie. Im Anschluss begann er als Social-Media-Redakteur bei der Bild und stieg dort bis zum Direktor für redaktionelle Partnerschaften und Innovation auf.
Von 2019 bis 2025 war Wais Chefredakteur und Geschäftsführer von Business Insider Deutschland, ab 2022 Vorsitzender der Chefredaktion und Geschäftsführung.
Im November 2024 gab Axel Springer die Gründung der Premium-Gruppe bekannt. Zu ihr gehören neben Business Insider Deutschland auch Politico Deutschland und Welt. Wais wurde zum Chief Content Officer der Gruppe berufen und leitet die drei journalistischen Marken strategisch.
Wais lebt und arbeitet in Berlin.

## Auszeichnungen
- 2016: Top 30 bis 30 – Nachwuchstalente 2016 des Medium Magazins[1]
- 2018: 30 under 30 von Forbes in der Kategorie „Media & Marketing“[4]
- 2022: gemeinsam mit Jan C. Wehmeyer und Kayhan Özgenc von Business Insider Journalisten des Jahres des Medium Magazins in der Kategorie „Team“ für ihre Recherchen zur „Affäre Schlesinger“[5]